# Paganello
Paganello ist ein jährlich um die Osterzeit ausgetragenes Ultimate-Turnier auf Sand am Strand von Rimini in Italien.
Erstmals ausgetragen im Jahr 1991 hat sich das Paganello (kurz Paga) zu einem der größten und attraktivsten Frisbeeturniere der Welt entwickelt. Mannschaften aus aller Welt pilgern regelmäßig an die italienische Adriaküste. In der fünfzehnten Auflage im Jahr 2004 trafen über 1.500 Spieler in 93 Mannschaften aus 23 Ländern aufeinander. Der Name und das Logo für dieses Turnier wurden einer der in der Region vorkommenden Fischgattung entliehen, dem Paganello.
Inoffiziell gilt Paganello auch als die Strand-Club-Weltmeisterschaft im Ultimate Frisbee.